# 앙드레 마토스
앙드레 마토스(브라질 포르투갈어: André Matos, 1971년 9월 14일 ~ 2019년 6월 8일)은 브라질 출신의 보컬리스트, 프로듀서, 피아니스트, 작곡가였다. 그는 헤비 메탈 밴드 바이퍼, 앙그라, 샤먼, 심포니아에 참여했으며 전세계적으로 수백만 장을 팔렸다. 2006년 10월부터 마토스는 솔로 활동을 위해 시간을 할애해 왔다. 2012년에는 《롤링 스톤 브라질》을 통해 브라질 음악의 가장 위대한 목소리 100인 순위에서 77위에 올랐다.

## 음반 목록

### 솔로
- Time to Be Free – 2007
- Mentalize – 2009
- The Turn of the Lights – 2012
- Moonlight: The Best of Andre Matos (컴필레이션) – 2019[2]
- "Life Goes On" (싱글) – 2020[3]

### 바이퍼
- Soldiers of Sunrise – 1987
- Theatre of Fate – 1989
- All My Life (special guest)  – 2007
- To Live Again: Ao Vivo Em São Paulo – 2015
- The Spreading Soul Forever Single – 2020[4]

### 앙그라
- Angels Cry – 1993
- Evil Warning (EP) – 1994
- Live Acoustic at FNAC – 1995
- Holy Land – 1996
- Freedom Call (EP) – 1996
- Holy Live – 1998
- Fireworks – 1998
- Best Reached Horizons (compilation) – 2012